# ألكسندرو توري
ألكسندرو توري (مواليد 7 أغسطس 1952) هو ملاكم روماني، مثّل بلاده في الألعاب الأولمبية الصيفية 1972.

## روابط خارجية
ألكسندرو توري على موقع أوليمبيديا (الإنجليزية)